# Economia del regal
L'economia del regal o també economia del do (de l'angles gift economy) és una teoria social en la qual els béns i serveis s'otorguen sense acord explícit de quid pro quo. És a dir que les nostres actuacions no es basin en l'interès o la vanitat («que al meu veí no li falti de res» o també «que allò que fem avui sigui recordat demà»). L'economia del regal es dona en cultures o subcultures en les que ja s'esperen recompenses socials o intangibles, com el karma, l'honor, la lleialtat o qualsevol altra forma de gratitud. En alguns casos, regals simultanis o recurrents fan que la gratitud circuli entorn de la comunitat, el que es pot veure com una forma d'altruisme recíproc. En alguns casos s'espera que aquesta gratitud retorni en béns o serveis del mateix valor, donant suport polític, o un regal a una tercera persona. tot i així, es considera que l'autèntic esperit de l'economia del regal consisteix en tot el contrari: donar sense esperar rebre res a canvi.